# 나카스지촌 (에히메현)
나카스지촌(中筋村)은 에히메현 히가시우와군에 설치된 촌이다. 